# Alaotra-vöcsök
Az Alaotra-vöcsök (Tachybaptus rufolavatus) a vöcsökalakúak (Podicipediformes) rendjébe, ezen belül a vöcsökfélék (Podicipedidae) családjába tartozó kihalt faj.

## Rendszerezése
A fajt Jean Theodore Delacour amerikai ornitológus írta le 1932-ben, a Podiceps nembe Podiceps rufolavatus néven.

## Előfordulása
A Madagaszkár északnyugati részén volt honos. Természetes élőhelyei a szubtrópusi és trópusi Alaotra-tónál volt. Állandó nem vonuló faj volt.

## Megjelenése
Testhossza 25 centiméter volt.

## Életmódja
Víz alá bukva keresgélte táplálékát. Kis méretű szárnyai miatt, csak rövid távolságokat tett meg.

## Természetvédelmi helyzete
A Természetvédelmi Világszövetség 2010-ben kihaltnak nyilvánította, mivel az 1980-as években láttak utoljára élő egyedet. Eltűnését a tó körüli erdők kivágása miatti erózió általi földcsuszamlások (melyek lassan feltöltötték a tavat), a nádvágások okozták, de nagy szerepet játszott benne a rokon kis vöcsökkel való hibridizáció is. Miután az 1980-as években a ragadozó Channidae családba tartozó halakat telepítettek a tóba, nem találtak többé élő egyedet belőlük.